# International Accounting Standard 30
Der International Accounting Standard 30 (IAS 30) ist ein Standard der internationalen Rechnungslegung nach den International Financial Reporting Standards. Er regelte den Jahresabschluss von Banken und ähnlichen Finanzinstitutionen. Ab dem 1. Januar 2007 wurde er vollständig durch den IFRS 7 ersetzt.

## Grundlagen
Bereits in den ersten Paragraphen des IAS 30 wird klargestellt, dass Banken weltweit einen bedeutenden und einflussreichen Sektor des Wirtschaftsgeschehens darstellen. Investoren haben heutzutage eine Reihe von Möglichkeiten ihr Geld zu investieren. Wesentliche Kriterien zur Entscheidungsfindung sind vergleichbare, verlässliche, sowie relevante Informationen, die Investoren über ihre Risiken sowie deren Möglichkeiten Auskunft geben sollen. Darüber hinaus spielen Banken aufgrund ihrer engen Beziehung zu den Aufsichtsbehörden bzw. zu den Regierungen eine gewichtige Rolle, wenn es um das Vertrauen in das Währungssystem geht.
Damit aber diese Abschlussadressaten die Vermögens-, Finanz- und Ertragslage einschätzen, und damit Entscheidungen treffen können, bzw. Aufsichtsbehörden im Falle der Unterdeckung der Solvenz Maßnahmen ergreifen können, benötigt es in Bezug auf den Jahresabschluss gewisse Regelungen. Diesen Punkten gerecht zu werden, hat die Europäische Kommission auf dem Weg zur Harmonisierung der Rechnungslegungsvorschriften den IAS 30 mit dem Titel „Angaben im Abschluss von Banken und ähnlichen Finanzinstitutionen“ erlassen.
IAS 30 wurde, als branchenspezifischer Standard auf Abschlüsse von Banken und ähnlichen Finanzinstitutionen, erstmals 1990 verabschiedet und ist seit den Geschäftsjahren anzuwenden, die am oder nach dem 1. Jänner 1991 begonnen haben.
Unter den Begriff „Bank“ versteht man sämtliche Finanzinstitutionen, deren
- Hauptaktivitäten in der Geldeinlage und Geldaufnahme zum Zwecke der Kreditgewährung und Geldanlage liegen und
- die unter gesetzliche, für Banken geltende, oder ähnliche Regelungen fallen

Der Standard verzichtet zwar, im Gegensatz zum Bankwesengesetz (BWG), auf eine detaillierte Begriffsbestimmung, allerdings fallen unter den zweiten Teilstrich sämtliche Unternehmen die gemäß §1 BWG ein Kredit- bzw. Finanzinstitut sind.

## Hintergründe
Der Jahresabschluss eines jeden IAS abschlusspflichtigen Unternehmens besteht gemäß IAS 1.8 aus einer Bilanz, einer Gewinn- und Verlustrechnung, einer Aufstellung der Veränderung des Eigenkapitals, einer Kapitalflussrechnung sowie eines Anhanges. Dieser Standard gilt auch für jede Bank. Der IAS 30 regelt darüber hinaus die bankspezifischen Angabepflichten. Dabei ist der Standard als eine Ergänzung zu anderen Standards zu betrachten, die ebenfalls bei Banken angewendet werden. Insofern ist der IAS 30 als „lex specialis“ zu verstehen, falls es zu einer Kollision mit anderen Standards kommt.
Dazu kommt, dass für gewisse Bereiche, die der IAS 30 nicht abdeckt, andere Standards Anwendung finden. Da der IAS 30 „nur“ Offenlegungs- und Angabenpflichten regelt, sind weitere Standards für einen Bankabschluss unverzichtbar (etwa IAS 1, IAS 7, IAS 39 usw.).

## Gewinn- und Verlustrechnung
Wie bereits erwähnt, ist der IAS 1 für die Gewinn- und Verlustrechnung maßgeblich. Jedoch schreiben weder IAS 1 noch IAS 30, im Gegensatz zum BWG, ein bestimmtes Gliederungsschema vor, vielmehr ist der Bank grundsätzlich freigestellt, welche Positionen in die GuV aufgenommen werden. Des Weiteren ist aus dem IAS 30 nicht ersichtlich, welche Darstellung der GuV gewählt werden soll. Obwohl es keine bestimmte Darstellungsform der GuV gibt, und damit von einem Wahlrecht zwischen Staffelform und Kontoform auszugehen ist, ist international eine Aufstellung in Staffelform üblich.
Damit ein Mindestmaß an Vergleichbarkeit gewährleistet werden kann, wird in IAS 30.9 bis IAS 30.17 der Ausweis bestimmter Ertrags- und Aufwandskomponenten geregelt. Falls sich eine Bank dafür entscheidet, bestimmte Komponenten nicht in der GuV abzubilden, so sind sie verpflichtet, diese im Anhang offenzulegen.
Des Weiteren schreibt der Standard vor, dass Ertrags- und Aufwendungsposten grundsätzlich nicht miteinander saldiert werden dürfen. Die Saldierung von Posten ist nur dann erlaubt, wenn sie von einem Standard erlaubt werden. Zu diesen Ausnahmen zählen etwa diejenigen Posten, die aus Kurssicherungsgeschäften sowie der gemäß IAS 32.42 erlaubten Saldierung von finanziellen Vermögenswerten und Verbindlichkeiten resultieren.
IAS 30.9 regelt in Verbindung mit IAS 1.8 grundsätzlich die Verpflichtung zur Erstellung einer GuV. Des Weiteren besagt der Paragraph 9, dass Erträge und Aufwendungen nach Arten zu gruppieren und die Summe der Hauptertrags- und Hauptaufwandsarten anzugeben sind.
IAS 30.10 erlaubt für bestimmte Ertrags- bzw. Aufwandsposten, die für die jeweilige Bank nicht zu den Hauptertrags- bzw. Hauptaufwandsarten gehören, explizit ein Wahlrecht zwischen Offenlegung in der GuV oder im Anhang. Dabei handelt es sich um folgende Ertrags- bzw. Aufwandsposten:
- Zinsen und ähnliche Erträge bzw. Aufwendungen
- Dividendenerträge
- Dienstleistungsentgelte
- Provisionserträge bzw. – aufwendungen
- Gewinne abzüglich Verlusten aus Wertpapieren des Anlagevermögens, des Handelsbestandes sowie aus dem Devisenhandel
- Wertminderungsaufwendungen aus dem Kreditgeschäft
- Allgemeine Verwaltungsaufwendungen
- Sonstige betriebliche Erträge und Aufwendungen

Aus IAS 30.9 in Verbindung mit IAS 30.11 und IAS 30.12 folgt, dass Positionen nicht im Anhang anzugeben sind, wenn es sich tatsächlich um eine Hauptertrags- bzw. Hauptaufwandsart handelt. Vielmehr sind diese in der GuV auszuweisen.

## Bilanz
Der Jahresabschluss einer Bank unterscheidet sich im Wesentlichen nicht von dem eines anderen Unternehmens nach IAS 1.8. Da aber eine Bank ein spezifisches Unternehmen ist, regelt der IAS 30 die entsprechenden Besonderheiten der Rechnungslegung.
In IAS 30.18 ist die Verpflichtung einer Bank zur Erstellung einer Bilanz formuliert. Eine Bank hat eine Bilanz vorzulegen, die die Vermögenswerte und getrennt davon die Schulden jeweils nach Arten zusammenfasst und nach deren relativer, abnehmender Liquidität anordnet. Die Gliederung einer Bankbilanz ist eher spezifisch und erfolgt nicht wie bei anderen Unternehmen nach Anlagevermögen und Umlaufvermögen. Eine weitere Untergliederung in Umlauf- und Anlagevermögen – wie sie von IAS 1.53 gefordert wird – ist nach IAS 30.20 nicht notwendig, da die meisten Vermögenswerte und Verpflichtungen einer Bank kurzfristig realisiert oder abgewickelt werden können.
Zusätzlich zu den Anforderungen anderer IAS sind für die Bilanz oder den Anhang einer Bank nach IAS 30.19 mindestens folgende Angaben anzugeben:
Aktiva
- Barreserve und Guthaben bei der Zentralnotenbank,
- Schatzwechsel und andere rediskontfähige Wechsel,
- Öffentliche und andere Wertpapiere,
- Forderungen und Kredite an Kreditinstitute,
- Andere Geldmarktgeschäfte,
- Forderungen an Kunden,
- Wertpapiere des Anlagevermögens.

Passiva
- Verbindlichkeiten gegenüber anderen Kreditinstituten,
- Andere Verbindlichkeiten aus Geldmarktgeschäften,
- Verbindlichkeiten gegenüber anderen Kunden,
- Einlagezertifikate,
- Eigene Akzepte und andere verbriefte Verbindlichkeiten,
- Andere aufgenommene Gelder

Sollten bestimmte Positionen in der Bilanz einer Bank zu einer Gesamtposition zusammengefasst werden, muss eine Gliederung gesondert im Anhang ausgewiesen werden. Dies hat natürlich zu erfolgen, damit keine Mindestinformationen verloren gehen.

## Anhang
Auch die verpflichtende Aufstellung des Anhanges ergibt sich aus dem IAS 1.8. Die Aufgabe des Anhanges ist es, wie im HGB, bzw. BWG, den Abschlussadressaten ein getreueres Bild über die Vermögens-, Finanz- und Ertragslage zu vermitteln. Da die IAS bestimmte Wahlmöglichkeiten zwischen Offenlegung in der GuV, bzw. Bilanz, sowie des Anhanges gewährt, ist der Angabeumfang bezüglich des Anhanges nicht fest vorgegeben. Daraus ergibt sich, dass Abschlussadressaten die restlichen Jahresabschlussinstrumente stets mit dem Anhang zu betrachten haben. Insofern kann man den Anhang als ein besonders wichtiges Jahresabschlussinstrument betrachten.
Eine Bank hat sämtliche branchenübergreifende Angabepflichten zu beachten. Die Anhangangaben ergeben sich grundsätzlich aus IAS 1.103. Demnach sind folgende Angaben erforderlich:
- aktuelle Informationen über die Grundlage der Aufstellung des Abschlusses und die besonderen Bilanzierungs- und Bewertungsmethoden,
- die nach IFRS erforderlichen Informationen, die nicht in der Bilanz, der GuV, der Aufstellung der Veränderung des Eigenkapitals und der Kapitalflussrechnung ausgewiesen sind,
- zusätzliche Informationen, die nicht in der Bilanz, der GuV, der Aufstellung der Veränderung des Eigenkapitals und der Kapitalflussrechnung ausgewiesen, für das Verständnis derselben allerdings relevant sind.

Darüber hinaus sind selbstverständlich sämtliche Angabepflichten anderer Standards zu beachten.
Neben diesen und weiteren branchenübergreifenden Standards sind Banken auch verpflichtet, branchenspezifische Angabepflichten zu erfüllen, nämlich:
- Fälligkeit von Vermögenswerten und Schulden, (IAS 30.30–39)
- Treuhandgeschäfte, (IAS 30.55)
- Erfolgsunsicherheiten und andere Verpflichtungen einschließlich anderer außerbilanzieller Positionen, (IAS 30.26–29)
- Konzentrationen von Vermögenswerten, Schulden und bilanzunwirksamen Positionen (IAS 30.40–42)
- Verluste aus dem Kreditgeschäft, (IAS 30.43–49), sowie
- Geschäftsvorfälle mit nahestehenden Unternehmen und Personen, (IAS 30.56–58)

## Neuerungen
Am 18. August 2005 hat der International Accounting Standards Board (IASB) den neuen IFRS 7 veröffentlicht. Dieser Standard führt zu einer grundlegenden Umstrukturierung der Offenlegungspflichten für Finanzinstrumente. IAS 30 wurde demnach vollständig ab dem 1. Januar 2007 ersetzt.